# Supermarionation
Supermarionation (contrazione di Super Marionette Animation), nome coniato dal produttore televisivo britannico Gerry Anderson che identifica una tecnologia di animazione elettronica di marionette a fini cinematografici e televisivi sviluppata negli anni sessanta in Gran Bretagna dalla casa di produzione audiovisiva AP Films e utilizzata in varie serie televisive d'azione di quel periodo, la più famosa delle quali è Thunderbirds.

## La tecnologia
Il sistema prevedeva l'uso di marionette sospese e controllate da sottilissimi fili. Tali sottili filamenti assolvevano a una doppia funzione: trasmissione del movimento agli arti della marionetta, e trasferimento del segnale elettrico ai componenti elettronici situati nella testa della marionetta stessa.
Nella testa si trovava un motore a bobina governato da un trasduttore elettroacustico capace di trasformare la voce in un segnale elettrico a impulsi. Siccome il motore controllava le labbra, questo garantiva un preciso sincronismo del movimento della bocca con i dialoghi.
Dal momento che la tecnologia del tempo non permetteva di costruire marionette che camminassero in maniera convincente, molte scene raffigurano i personaggi in piedi, seduti o comunque statici, o anche a bordo di veicoli vari. L'hovercraft usato per gli spostamenti individuali nella serie Thunderbirds fu progettato per superare il problema della deambulazione delle marionette.
I controlli elettronici piazzati nella testa avevano reso quest'ultima sproporzionatamente grande rispetto al resto del corpo. L'avvento intorno alla metà degli anni Sessanta di elettronica miniaturizzata permise di piazzare la centralina di controllo nel petto della marionetta, sì che la sua testa riacquistasse proporzioni più realistiche.
In molti casi le marionette furono modellate sull'attore che dava loro la voce. Per esempio, in Thunderbirds, la marionetta che interpreta Lady Penelope ricorda da vicino Sylvia Anderson, mentre in Captain Scarlet il cap. Blue è molto simile a Ed Bishop.

## In televisione
Le marionette prodotte secondo la tecnologia Supermarionation furono usate nelle seguenti serie TV:
- Four Feather Falls (1960)
- Supercar (1961-1962)
- Fireball XL5 (1962-1963)
- Stingray (1964-1965)
- Thunderbirds (1965-1966)
- Captain Scarlet and the Mysterons (1967-1968)
- Joe 90 (1968-1969)
- The Secret Service (1969)

The Secret Service era, più propriamente, un ibrido realizzato con marionette e attori veri: questi ultimi venivano usati in campi lunghi per scene in cui si guidava, camminava e così via. La produzione fu però cancellata prima della trasmissione del suo episodio pilota. I tredici episodi della serie vennero trasmessi senza periodicità dalla rete britannica ATV a partire dal 1969. Ciononostante, si dice che Gerry Anderson consideri Secret Service la sua miglior produzione in Supermarionation.
L'ultima produzione con tale tecnologia fu del 1973, The Investigator. Ma Anderson non era soddisfatto del risultato e la serie abortì dopo l'episodio pilota.

## Al cinema
Furono realizzati tre film basati sul canovaccio di Thunderbirds: 
- Thunderbirds Are GO (1966)
- Thunderbird 6 (1968)

## Citazioni
Nel 2004 gli autori di South Park Trey Parker e Matt Stone produssero un film parodistico, Team America, i cui personaggi sono tutti marionette esplicitamente ispirate, nello stile e nella tecnologia, a Thunderbirds. I due, però, chiamarono la tecnologia Supercrappymation (traducibile come Animazione super-merdosa) perché i cavi che controllano le marionette sono intenzionalmente lasciati in vista. Gerry Anderson mostrò di gradire questo irriverente tributo.